# 格里戈里夫希納 (希沙基區)
49°49′41″N 34°3′44″E / 49.82806°N 34.06222°E
格里戈里夫希納（烏克蘭語：Григорівщина），是烏克蘭中部的村莊，隸屬波爾塔瓦州的米爾霍羅德區。該村距離澤列涅和切爾尼什夫卡1公里，海拔高度155米，2001年人口93。